# 小代重康
小代 重康（しょうだい しげやす）は、鎌倉時代中期の武士。名は重泰とも書く。

## 略歴
武蔵国入間郡小代の武士・小代重俊の子。宝治2年（1247年）宝治合戦で武功を立て、戦死した毛利氏旧領の肥後国玉名郡野原庄（現・熊本県荒尾市）の地頭職が恩賞として小代氏に与えられた。文永8年（1271年）元寇への対応のため鎌倉幕府より命じられ、建治元年（1275年）までに野原庄へと下向して以後子孫まで土着した。